# Église syrienne chaldéenne
L'Église syrienne chaldéenne ou Église malabare orthodoxe (en malayalam : കല്‍ദായ സുറിയാനി സഭ) est une Église de tradition orientale (syriaque) rattachée à l'Église apostolique assyrienne de l'Orient, issue des chrétiens de Saint Thomas. Le chef de l'Église porte le titre de Métropolite de Malabar et de toute l'Inde, avec résidence à Thrissur au Kerala. Le titulaire actuel est Mar Awgin Kuriakose.

## Noms
L'Église est également connue sous d'autres noms :
- Église assyrienne de l'Orient en Inde (appellation internationale)
- Église nestorienne de Thrissur
- Église mellusienne (de Elias Mellus) (appellation en usage dans l'Église catholique jusqu'au concile Vatican II)
- Église de Thrissur.

## Histoire
L'Église est née à la fin du XIXe siècle d'une scission au sein de l'Église catholique syro-malabare.
En 1815, construction de l'église Notre-Dame des douleurs (Mart Mariam) à Thrissur, foyer de naissance du courant syrien chaldéen.
En février 1908, prise de fonction du nouveau métropolite, Mar Abimalek Timotheus (à la suite de sa consécration en décembre 1907).
En 1929, les partisans de Michael Augustine opposé au métropolite perdent l'usage de la cathédrale Marth Mariam (en) et fonde la basilique Notre-Dame de Douleurs (en).
En 1945, Mar Abimalek Timotheus décède.
En juin 1952, après sept ans sans évêque Mar Thoma Darmo est nommé à la tête de la métropole indienne.
De 1964 à 1995, deux groupes s'opposent, les partisans du métropolite fondateur de l'Ancienne Église de l'Orient et ceux du patriarche de Église apostolique assyrienne de l'Orient.
En 1995, sous l'action de Mar Aprem Mooken l'union est actée avec Église apostolique assyrienne de l'Orient.
Du 13 au 19 janvier 2010 a lieu la réunion du Saint Synode de l'Église apostolique assyrienne de l'Orient à Thrissur. Deux évêques indiens sont consacrés à cette occasion.

## Organisation
L'Église compte 31 paroisses, 24 au Kerala, 5 en Inde hors du Kerala (Coimbatore, Chennai, Bangalore, Mumbai et Delhi), une paroisse à Dubaï-Charjah aux Émirats arabes unis et une paroisse à Mascate dans l'émirat d'Oman.
Des membres de l'Église sont également présents dans différents pays de la péninsule arabique. Mar Aprem leur a rendu visite en 2005 à Dubaï. Depuis cette visite, une paroisse a été créée à Dubaï-Charjah.

## Liste des métropolites
Sous l'autorité du patriarche chaldéen Mar Joseph VI Audo en conflit avec le Pape de Rome.
- Mar Thoma Rocos de 1861 à 1862.
- Mar Elias Mellus de 1874 à 1882. À son départ, il nomme comme chorévêque Michael Augustine.

Sous l'autorité de l'Église apostolique assyrienne de l'Orient
- Mar Abdisho[7] (Anthony Thondanata[8]) consacré par Mar Shimun XX Rouel en 1862, mais contesté sur place jusqu'en 1897. Il meurt en 1900.
- Mar Abimalek Timotheus[9] (1908-1945) consacré par Mar Simon XIX Benjamin. Déclaré saint en mai 2019[10] par le synode.
- Mar Thoma Darmo (1952-1968) consacré par Mar Simon XXIII Ishaya, il refuse de renoncer à sa charge 1964 (Schisme de l'Ancienne Église de l'Orient).

Administré à partir de juillet 1963 par le père C.I.Anthony jusqu'à l'arrivée de :
- Mar Timotheus (C.C. Thimothy) (1972- 1995) consacré par Mar Simon XXIII Ishaya. À partir de 1995, délégué apostolique pour l'Inde.
- Mar Aprem Mooken (1968- 2021) consacré par Mar Thoma Darmo, réconcilié en 1995 avec l'Église apostolique assyrienne de l'Orient.
- Mar  Awgin Kuriakose[11] (2023[12]-en cours).